# 12370 Kageyasu
12370 Kageyasu este un asteroid din centura principală de asteroizi.

## Descriere
12370 Kageyasu este un asteroid din centura principală de asteroizi. A fost descoperit pe 11 aprilie 1994 la Kushiro de Seiji Ueda și Hiroshi Kaneda. Asteroidul prezintă o orbită caracterizată de o semiaxă mare de 2,30 ua, o excentricitate de 0,13 și o înclinație de 2,4° în raport cu ecliptica.